# Wujcik
Wujcik (forma żeńska: Wujcik, Wujcikowa, Wujcikówna, liczba mnoga: Wujcikowie) – polskie nazwisko. Według bazy PESEL 22 stycznia 2025 nazwisko to nosiło 171 Polek i 168 Polaków (339 obywateli Polski). Nazwisko to najprowdopodbniej pochodzi od wariantu Wójcik.

## Osoby o nazwisku Wujcik
- Erick Wujcik (1951–2008) – amerykański twórca gier fabularnych i komputerowych.
- Jarosław Wujcik (ur. 1968) – tenor, kontratenor i dyrygent.

## Demografia
Według danych bazy PESEL z lat 90 XX wieku nazwisko Wujcik nosiło 291 Polaków zarejestrowanych w rejestrze PESEL.
Wujcik w poszczególnych województwach: 
- dolnośląskie – 2 mężczyzn, 3 kobiety
- kujawsko-pomorskie – 5 mężczyzn, 5 kobiet
- lubelskie – 3 mężczyzn, 2 kobiety
- łódzkie – 38 mężczyzn, 41 kobiet
- małopolskie – 3 mężczyzn, 8 kobiet
- mazowieckie – 59 mężczyzn, 57 kobiet
- opolskie – 2 mężczyzn, 6 kobiet
- podkarpackie – 3 mężczyzn, 3 kobiety
- podlaskie – 2 mężczyzn, 2 kobiety
- pomorskie – 5 mężczyzn, 6 kobiet
- śląskie – 19 mężczyzn, 17 kobiet
- świętokrzyskie – 7 mężczyzn, 13 kobiet
- warmińsko-mazurskie – 2 mężczyzn, 6 kobiet
- wielkopolskie – 10 mężczyzn, 6 kobiet
- zachodniopomorskie – 2 mężczyzn, 4 kobiety